# Altwarmbüchener See
Der Altwarmbüchener See ist ein 48 ha großer und künstlich angelegter See, der zu dreiviertel seiner Fläche auf dem Stadtgebiet von Hannover und mit dem Rest auf dem Gemeindegebiet Isernhagens liegt. Er entstand beim Bau der Bundesautobahn 37 (BAB 37) Ende der 1970er Jahre. Heute ist er als zweitgrößter See in Hannover Kern eines Naherholungsgebietes am Altwarmbüchener Moor mit zahlreichen Freizeitmöglichkeiten, vor allem Baden.

## Geschichte
Die Einweihung des Sees fand im Juni 1982 statt. Entstanden ist er zwischen 1978 und 1981 durch Sandausspülungen, die zum Aufschütten der Trasse für die BAB 37 entnommen wurden. Die mitten durch das Altwarmbüchener Moor führende Autobahn (deswegen auch Moorautobahn genannt) verläuft etwa 200 m südöstlich des Sees, die BAB 2 in gleicher Entfernung südwestlich des Sees. Die Moorvegetation rund um den heutigen See wurde über Jahrhunderte durch bäuerlichen Torfabbau und Entwässerung geschädigt. In den ersten Jahrzehnten des 20. Jahrhunderts kam es zu Aufschüttungen mit Bodenaushub vom Bau des Mittellandkanals, und 1937 wurde die Mülldeponie Lahe eingerichtet. Um die Landschaft des Altwarmbüchener Moores im Sinne des Naturschutzes zu fördern, wurden die Deponiehalden begrünt, und im Rahmen des Autobahnbaus wurde der See geschaffen.

## Beschreibung
Der See hat die Ausmaße von 1.500 m Länge und einer max. Breite von 450 m. Die Tiefe beträgt 7–12 m. Er stellt den Kern eines 150 ha großen Naherholungsgebietes am Rande des Altwarmbüchener Moores dar, einem ehemals etwa 15 km² großen Hochmoor. Zu dreiviertel liegt der See auf dem Stadtgebiet der bauplanenden und ausführenden Stadt Hannover und mit dem nördlichen Viertel auf dem Gebiet der Gemeinde Isernhagen. Auf der nördlichen Uferseite gibt es zwei von der Deutschen Lebens-Rettungs-Gesellschaft (DLRG) beaufsichtigte Sandstrände, einer auf hannoverschem Gebiet, einer in Isernhagen. Im Bereich von Isernhagen liegt auch eine bewaldete Insel, die als Vogelschutzgebiet ausgewiesen ist. Der See ist von Fischen kaum besiedelt, da sein Wasser stark eisenhaltig ist und einem sauren Heidesee ähnelt. Zu den wenigen vorkommenden Fischarten zählen Flussbarsche, Hechte und Weißfische (Brassen, Rotaugen und Rotfedern). Eingeschleppt wurden amerikanische Katzenwelse. Umgeben ist die Wasserfläche von Spiel- und Liegewiesen sowie einem 3,5 km langen Rundweg. Neben Baden an Sandstränden gibt es Freizeitmöglichkeiten, wie Spielen, Lagern, Segeln, Rudern und Surfen. Im Nordostbereich reicht das Moor mit seinem Birkenbruchwald bis an den See heran. Die Randbereiche des Sees haben große Bedeutung für den Naturschutz. An Einrichtungen sind vorhanden:
- Servicegebäude der Stadt Hannover
- DLRG-Station
- Segelschule
- Bootsverleih
- WSV Altwarmbüchen e. V. (Rudern und Segeln)

## Bildergalerie

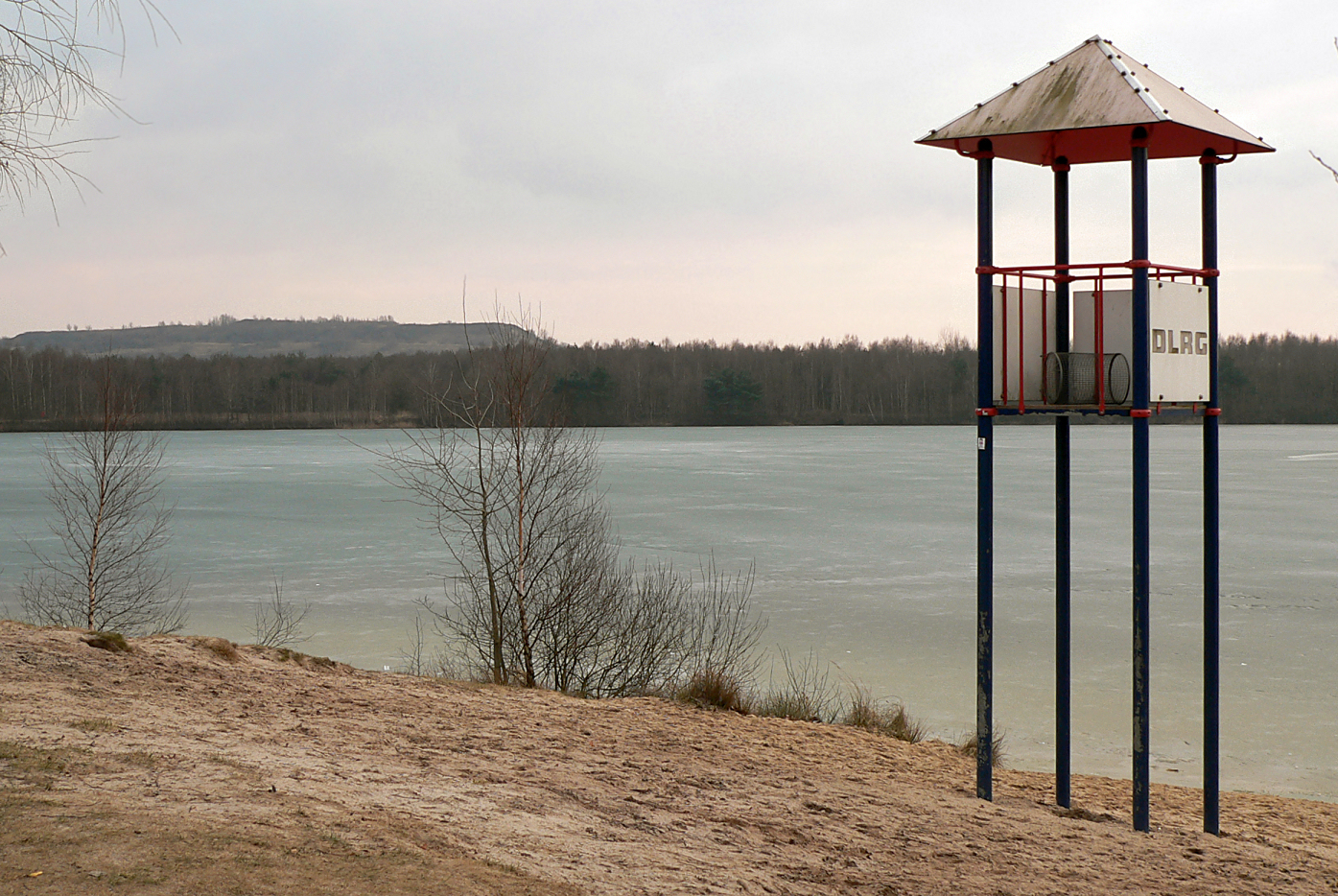
Badestrand am See und am Horizont der Nordberg der Deponie Hannover
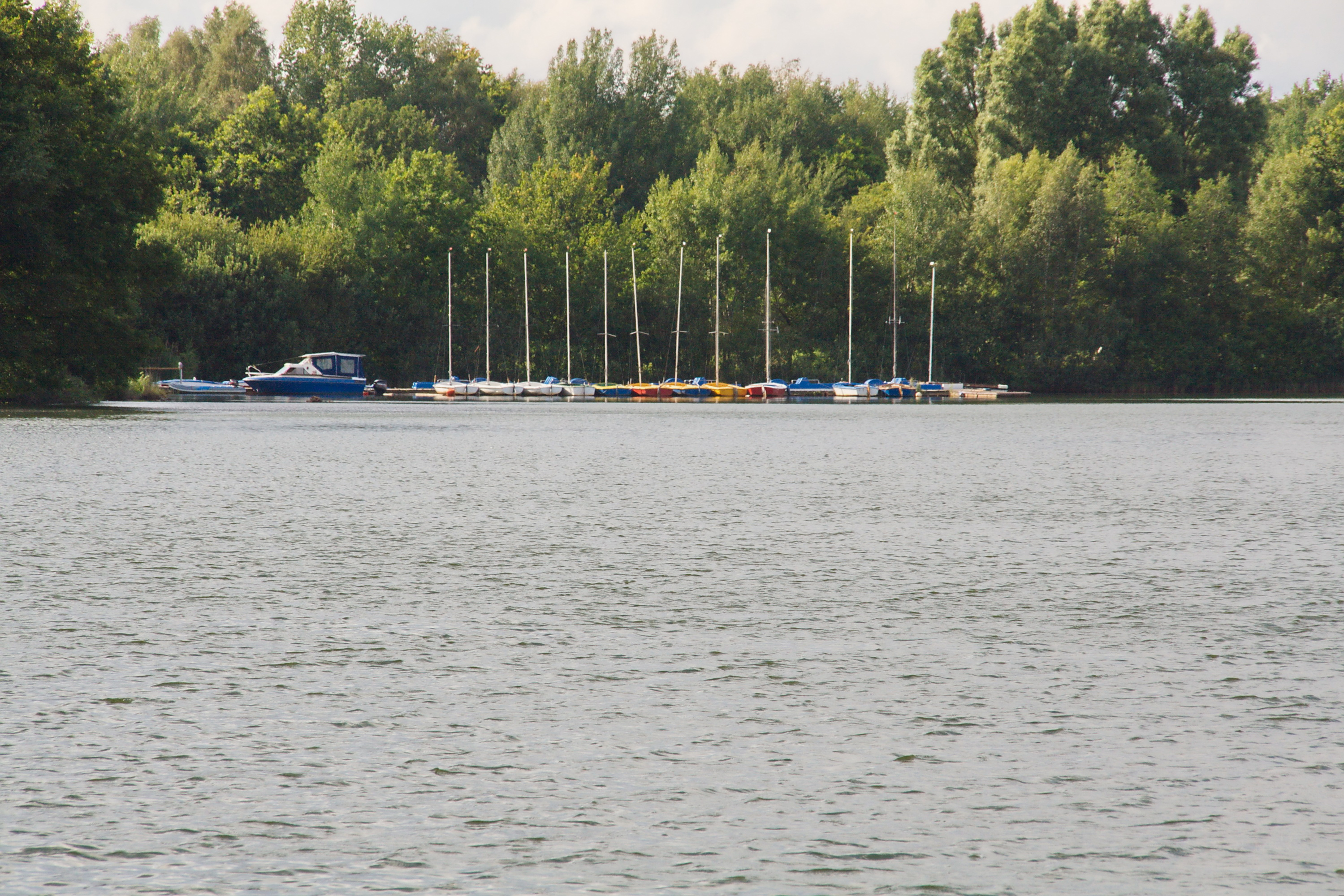
Segelboote am Ufer, Juli 2010
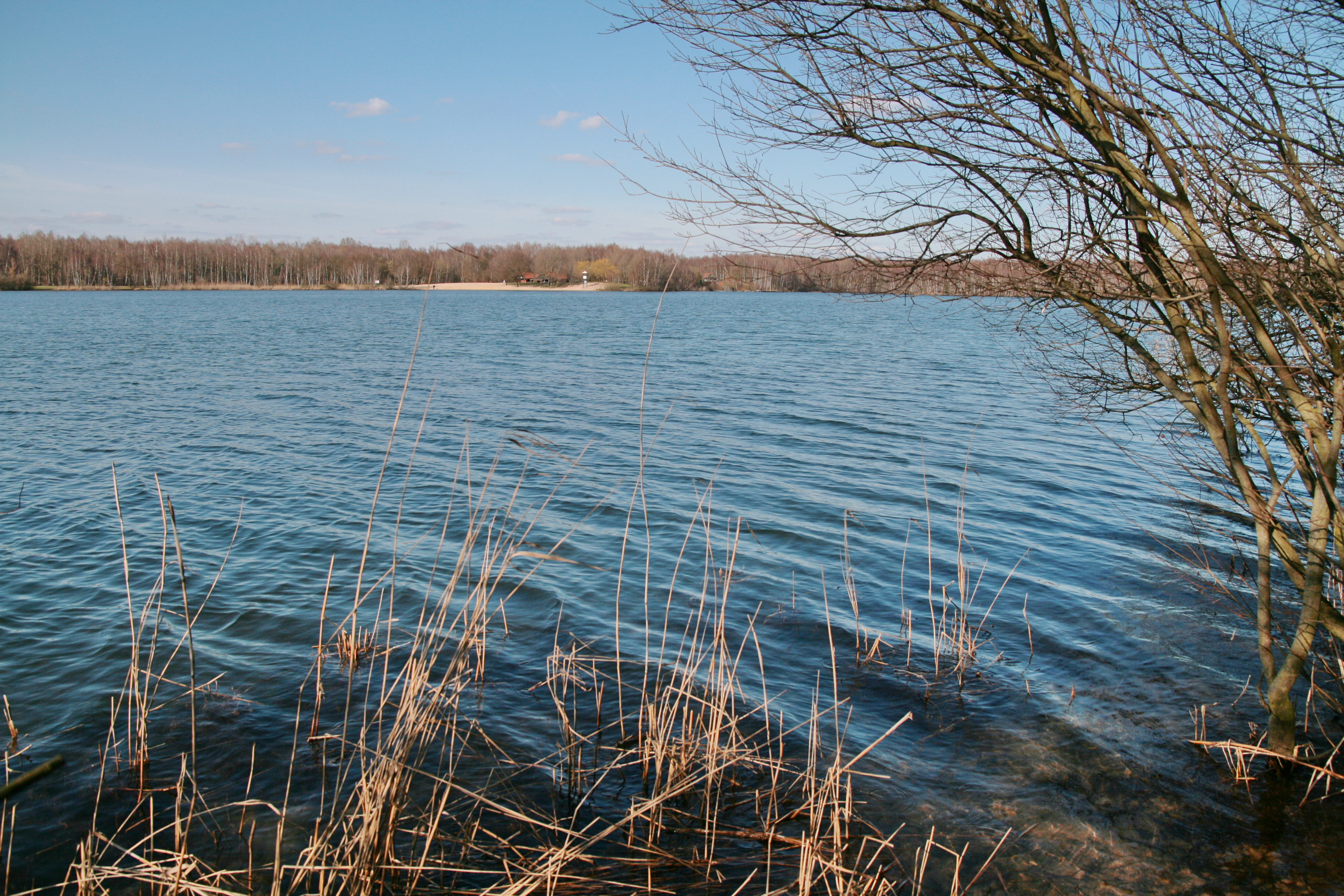
Blick über den See, März 2009
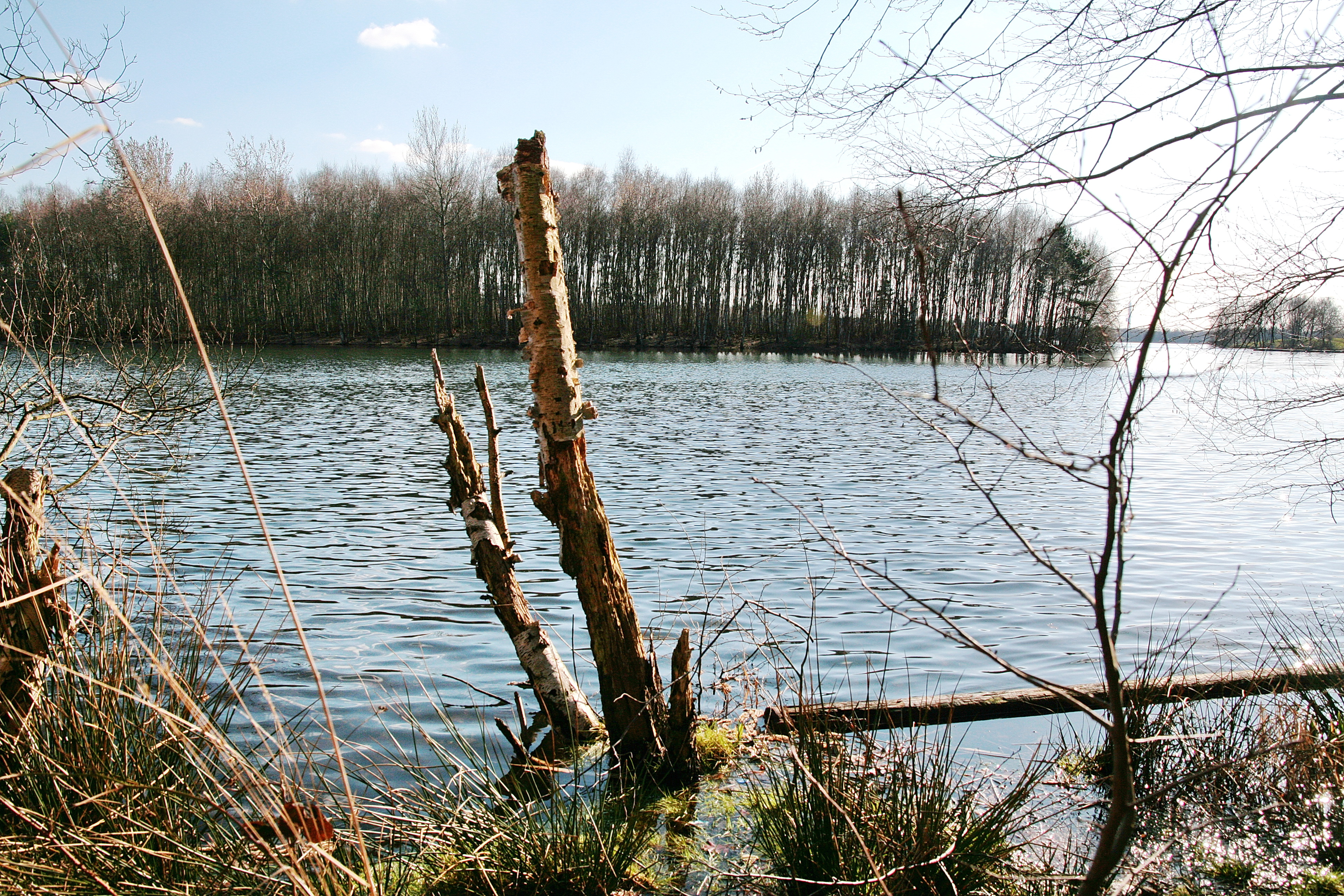
Inselblick, März 2009